# マーク・パフェレク
- マーク・パフェレク
- マーク・パフェルク
- マーク・パベレク

マーク・W. パフェレク（Mark W. Pawelek, 1986年8月18日 - ）は、アメリカ合衆国ユタ州スプリングビル出身の元プロ野球選手（投手）。左投左打。

## 経歴
2005年に、MLBドラフトでシカゴ・カブスからドラフト1巡目(全体20位)で指名され入団。
2009年までカブスでプレーした。
2010年はフロンティアリーグのゲートウェイ・グリズリーズでプレーした。
2013年3月に開催された第3回WBCのオランダ代表に選出された。
2017年2月7日に同年のアメリカ遠征のオランダ代表に選出された。2月9日に第4回WBCのオランダ代表に指名投手枠で選出された。

## 選手としての特徴
サイドスローで長い腕をそのまま曲げずに投げる。

## 詳細情報

### 代表歴
- 2013 ワールド・ベースボール・クラシック・オランダ代表